# Rajd ELPA 2007
Rajd Elpa 2007 (32. Elpa Rally) – 32 edycja rajdu samochodowego Rajd Elpa rozgrywanego w Grecji. Rozgrywany był od 5 do 7 października 2007 roku. Była to dziewiąta runda Rajdowych Mistrzostw Europy w roku 2007. Składał się z 13 odcinków specjalnych.

## Klasyfikacja rajdu
| Miejsce                | Kierowca               | Pilot                  | Samochód                       | Czas                   | Strata                 |                        |
| Klasyfikacja generalna | Klasyfikacja generalna | Klasyfikacja generalna | Klasyfikacja generalna         | Klasyfikacja generalna | Klasyfikacja generalna | Klasyfikacja generalna |
| ---------------------- | ---------------------- | ---------------------- | ------------------------------ | ---------------------- | ---------------------- | ---------------------- |
| 1.                     | Volkan Isik            | Kaan Özsenler          | Mitsubishi Lancer Evo IX       | 3:04:42.2              | 0.0                    |                        |
| 2.                     | Simon Jean-Joseph      | Jack Boyere            | Citroën C2 S1600               | 3:08:16.0              | +3:33.8                |                        |
| 3.                     | Michał Sołowow         | Maciej Baran           | Fiat Abarth Grande Punto S2000 | 3:08:33.4              | +3:51.2                |                        |
| 4.                     | Krum Donchev           | Stoiko Valchev         | Mitsubishi Lancer Evo IX       | 3:08:58.7              | +4:16.5                |                        |
| 5.                     | Grigoris Nioras        | Anastasios Goussetis   | Subaru Impreza STi N11         | 3:12:59.3              | +8:17.1                |                        |
| 6.                     | Pantelis Topsis        | Kostas Tsotsos         | Mitsubishi Lancer Evo VIII     | 3:14:04.8              | +9:22.6                |                        |
| 7.                     | Manos Stefanis         | Konstantinos Stefanis  | Mitsubishi Lancer Evo VIII     | 3:16:57.8              | +12:15.6               |                        |
| 8.                     | Leonídas Kirkos        | Giorgos Polizois       | Mitsubishi Lancer Evo IX       | 3:18:04.7              | +13:22.5               |                        |
| 9.                     | Dimitris Nassoulas     | Mihalis Patrikoussis   | Mitsubishi Lancer Evo IX       | 3:19:05.8              | +14:23.6               |                        |
| 10.                    | Milan Chvojka          | Hana Chvojková         | Mitsubishi Lancer Evo IX       | 3:20:33.8              | +15:51.6               |                        |
| Klasyfikacja ERC       |                        |                        |                                |                        |                        |                        |
| 1. (1.)                | Volkan Isik            | Kaan Özsenler          | Mitsubishi Lancer Evo IX       | 3:04:42.2              | 0.0                    |                        |
| 2. (2.)                | Simon Jean-Joseph      | Jack Boyere            | Citroën C2 S1600               | 3:08:16.0              | +3:33.8                |                        |
| 3. (3.)                | Michał Sołowow         | Maciej Baran           | Fiat Abarth Grande Punto S2000 | 3:08:33.4              | +3:51.2                |                        |
| 4. (4.)                | Krum Donchev           | Stoiko Valchev         | Mitsubishi Lancer Evo IX       | 3:08:58.7              | +4:16.5                |                        |